# 雙溪口 (桃園市)
雙溪口，是臺灣桃園市大園區的一個傳統地域名稱，位於該區西南部。相較於今日行政區，其範圍大致包括溪海里、和平里。

## 歷史
台灣清治末期至日治初期，雙溪口地區為一街庄，稱為「雙溪口庄」，隸屬於竹北二堡。該庄西北與塔仔腳庄、許厝港庄，東北及東與田心仔庄、照鏡庄、洽溪仔庄為鄰，南邊為大崙庄，西南邊為新坡庄。
1901年（日治明治三十四年）11月，全台廢縣廳改設二十廳，該庄隸屬於桃仔園廳。1903年（明治三十六年），改名桃園廳。1909年（明治四十二年）10月，合併二十廳為十二廳，該庄隸屬不變。1920年（大正九年），廢十二廳改設五州二廳，該庄改制為「許厝港」大字，隸屬於新竹州桃園郡大園庄，大字下有「溪洲子」、「下縣厝子」小字名。
戰後大園庄改制為大園鄉，隸屬於新竹縣，大字亦改制為村。1950年桃、竹、苗分治，大園鄉改隸屬於桃園縣。2014年12月，桃園縣升格為直轄桃園市，大園鄉改制為大園區，村亦改制為里。

## 聚落
本地區發展較早的聚落有溪洲子（下溪洲子）、下縣厝子等，在日治期初期的官方地圖上已有記載。此外，本地區尚有頂溪洲子、崙頂、劉厝、吳厝等聚落。

## 交通
省道台15線（大觀路一段）是關渡至香山的傳統北台灣西部海岸平面幹道，大致以東北東—西南西走向經過雙溪口地區最北端邊界地帶。由該道路向東北東可前往大園市區北側、坑子口、大南灣、八里等地，向西南西可前往觀音、崁頭厝、紅毛港、樹林子（坑子口地區北部）、貓兒錠、舊港等地，其中樹林子至貓兒錠南端鳳山溪橋路段與省道台61線（西部濱海快速公路）共構。
區道桃43線（和平西路一段～二段）是大園至大崙的道路，大致以斜置且長邊向東北的L字形貫穿本地區。由該道路向東北可前往大園市區並止於市道113號路口，向東南轉南可前往大崙並止於市道112號路口。
區道桃44線（平南路）是三界壇至灣潭的道路，也是本地區中部往西北方向的聯外道路，其東南側端點位於區道桃43線路口。由此向西北蜿蜒而行，出境後可前往灣潭聚落的區道桃40線路口。
區道桃43-1線（聖德北路、聖德路二段）是崙頂至內厝子，也是本地區東北部往南的聯外道路，其北側端點位於區道桃43線路口。由此向東南轉南蜿蜒出境後，可前往紅頭墩、月眉、內厝子東北側並止於市道112號路口。

## 學校
- 溪海國小